# Lycaena fugitiva
Lycaena fugitiva är en fjärilsart som beskrevs av Butler 1881. Lycaena fugitiva ingår i släktet Lycaena och familjen juvelvingar. Inga underarter finns listade i Catalogue of Life.